# Ūkio bankas
De Ūkio bankas was een handelsbank met hoofdkantoor in Kaunas in Litouwen.
De Litouwse zakenman Vladimir Romanov was grootaandeelhouder bij deze bank. In 2013 werd de bank failliet verklaard. Deze bank die centraal staat in de Troika Laundromat, is betrokken bij witwasschandalen.